# Luis VI de Baviera
Luis el Romano (en alemán: Ludwig VI der Römer; 7 de mayo de 1328-17 de mayo de 1365) fue el mayor de los hijos del emperador Luis IV de Baviera con su segunda esposa, la condesa Margarita II de Henao, y miembro de la Casa de Wittelsbach. Luis fue duque de Baviera como Luis VI (1347-1365) y Margrave de Brandeburgo (1351-1365) como Luis II. A partir de 1356, también se desempeñó como el primer príncipe-elector de Brandeburgo.

## Biografía
Luis nació en Roma, cuando sus padres viajaron allí para la coronación de su padre como emperador del Sacro Imperio Romano, de ahí su apodo de el Romano. Cuando su padre murió en 1347, Luis le sucedió como duque de Baviera (como Luis VI) y conde de Holanda y Henao junto con sus cinco hermanos. Luis entregó Holanda y Henao para sus hermanos Guillermo y Alberto I en 1349, ya que esperaba la adquisición de la corona polaca por su matrimonio con Cunegunda de Polonia, hija de Casimiro III y Aldona de Lituania. Posteriormente sus reclamaciones contra Guillermo y Alberto no tuvieron éxito. Por lo tanto Luis apoyó a su madre durante su guerra con Guillermo.
En diciembre de 1351, Luis VI recibió Brandeburgo de su medio hermano Luis V de Baviera, a cambio de ser el único gobernante de la Alta Baviera. Con menos experiencia que Luis V, también fue impugnado por el Falso Valdemar, un impostor que reclamaba Brandeburgo y consiguió el apoyo de varias ciudades y el emperador Carlos IV hasta los Wittelsbach llegaron a un acuerdo con Carlos. Luis también tuvo que abandonar las reclamaciones de feudos en Mecklemburgo y Pomerania. Con la Bula de Oro de 1356, Luis fue investido con la dignidad electoral. En 1358 Luis fue absuelto de la excomunión papal.
Tras la muerte de Cunigunde en 1357, Luis se casó con Ingeborg de Mecklemburgo, en febrero de 1360 en Berlín. Ella era hija de Alberto II de Mecklemburgo, y Eufemia de Suecia. Luis no tuvo hijos con ella, por eso, su hermano menor, Otón V le sucedió en Brandeburgo. Los duques Luis y Otón que no tenían descendencia, ya habían prometido a Carlos IV la sucesión en Brandeburgo en 1364 como venganza por un conflicto con su hermano Esteban II sobre la sucesión de Baviera después de la muerte de su sobrino Meinhard III de Gorizia-Tirol, hijo de Luis V.
Luis el Romano murió en Berlín en 1365 a los 36 años.